# Iacob Cristian Stanislau Cihac
Iacob Cristian Stanislau Cihac (scris uneori și Czihak) (n. 19 august 1800, Aschaffenburg – d. 29 noiembrie 1888, Aschaffenburg) a fost un medic și naturalist român de origine cehă, membru de onoare al Societății Academice Române (din 1872).
Iacob Cihac s-a stabilit la Iași și a organizat serviciul sanitar al armatei din Moldova. Împreună cu Mihai Zotta (1800-1864), Protomedicul capitalei Iași, a înființat „Cercul ieșean de citire medicală” care ulterior a devenit Societatea de Medici și Naturaliști din Iași.